# KDRR
«KDRR» (раннее название — «Killadelphia Rock-n-Rolls») —  российская панк-рок группа из Омска, созданная в 2016 году. Творчество группы сочетает элементы панк-рока, гранжа и альтернативной музыки.

## Состав группы
Текущий состав:
- Алексей Лавецкий — вокал[3]
- Никита Шпакович — бас-гитара
- Иван Карагусов — гитара
- Роман Русаков — гитара
- Даниил Ваганов — ударные

Бывшие участники:
- Виталий Скосырев — гитара

## Дискография

### Студийные альбомы
- 2017 — «Hollywood»
- 2017 — «Всемынемного»
- 2020 — «Всё будет ок»
- 2020 — «Корея»
- 2022 — «Из Сибири с любовью»
- 2024 — «Деконструкция»

### Мини-альбомы (EP)
- 2019 — «Зона комфорта»
- 2020 — «13 этаж»
- 2021 — «Сбежим»

### Синглы
- 2023 — «Не умрём»
- 2023 — «Аритмия» (feat. Йорш)
- 2023 — «Злой»
- 2024 — «Прости, Алиса!» (feat. Азон)
- 2025 — «Осень»